# Front de libération nationale de la Provence
 (avril 2015).
- Si vous ne connaissez pas le sujet, laissez ce bandeau (vous pouvez alors contacter les auteurs).
- Si vous supprimez le contenu mis en cause (vous pouvez préalablement contacter les auteurs),

argumentez précisément cette suppression dans la page de discussion
(un manque de référence n'est pas un argument ; une recherche réelle de référence doit avoir été effectuée, être formellement documentée).
Pour les articles homonymes, voir Front de libération nationale.
Le Front de Libération Nationale de la Provence (Front de Liberacioun Naciounau de Prouvènço en graphie mistralienne, FLNP) est un mouvement nationaliste armé créé en 2012 et toujours actif aujourd'hui.  Il milite pour l'indépendance de la Provence, vis-à-vis de la souveraineté française.

## Historique

### 2013
Le 21 janvier 2013, est découverte une bombe devant une agence immobilière de Garéoult dans le Var. L'agence immobilière est immédiatement évacuée et des démineurs s'occupent de désamorcer l'engin explosif. Cette nouvelle est très mal prise par Paris, en plein plan Vigipirate. L'affaire est dès ce jour saisie par le parquet anti-terroriste de Paris. Des tracts sont retrouvés sur place, ils revendiquent une indépendance de la Provence, et critiquent le système de Paris et la spéculation immobilière, qui "empêche" les Provençaux d'avoir accès à l'immobilier sur leur terre.

Deux mois plus tard, le 23 mars 2013, une bombe artisanale explose devant une agence immobilière à Sanary. L'explosion ne produit que des dégâts matériels, mais des tags sont inscrits sur les lieux : "FLNP Provenço libra".

Une autre bombe est découverte, le matin du 7 mai 2013, en plein cœur de Draguignan, devant une banque BNP Paribas. La charge est désamorcée par un robot de déminage et d'autres tracts sont retrouvés sur place, avec l'inscription "Osco Prouvenço FLNP", qui signifie littéralement "Vive la Provence FLNP".
Entretemps, divers tags et graffitis sont retrouvés de partout en Provence. Malgré cela, ils restent concentrés dans la région du Var et des Bouches-du-Rhône.

### 2014
Le 22 janvier 2014, un engin explosif artisanal explose au centre des impôts d'Aix-en-Provence. L'engin explose en pleine nuit et ne fait que des dégâts matériels, mais l'acte est symbolique. Cet acte sera l'un des plus importants du FLNP, et celui qui fera le plus parler de lui.
D'autres tags voient leur apparition après une petite période d'inactivité.
Le 9 décembre 2014, deux individus sont arrêtés, l'un est âgé de 35 ans et est arrêté à Nice par la police anti-terroriste tandis que l'autre est âgé de 43 ans, et est attrapé à Draguignan. Ils sont d'abord entendus et poursuivis pour des "graffitis", mais retenus pour terrorisme.
Quelques jours plus tard, les deux hommes sont relâchés par manque de preuve pour terrorisme. Mais l'un d'entre eux reste poursuivi pour "graffitis"

### 2017
En mars 2017, des graffitis au nom du FLNP suivi de "CFN" (signification absolument inconnue...) et accompagnés de slogans à caractère islamophobe ("Dehors les BARBUS") sont découverts dans la petite commune de Lorgues.
Le fait qu'il s'agisse des mêmes activistes du FLNP de 2013-2014 est cependant difficile à établir, et même pour tout dire assez improbable, plus de 3 ans après la dernière action revendiquée et plus de 2 ans après l'arrestation de deux suspects, rapidement relâchés faute de pouvoir établir un quelconque lien avec l'organisation. Le village semble, de fait, inspirer les "artistes engagés" ; il est régulièrement concerné par des graffitis politiques à messages contradictoires (pro-Palestine, anti-racisme/FN etc., sans doute pas l’œuvre des mêmes personnes). Le sigle "FLNP" a pu être repris par des individus (possiblement assez jeunes vu le "champ lexical"...) n'ayant rien à voir avec le groupe activiste pour accompagner une revendication identitaire et anti-islam somme toute lieu commun à cette époque de début 2017 (et encore aujourd'hui), a fortiori en cet endroit (où le Front National, entre autres, est connu pour ses scores élevés et l'"hégémonie" de ses idées dans la population locale) ; un peu comme les slogans nationalistes en Corse ont depuis longtemps largement débordé la mouvance militante FLNC proprement dite, pour accompagner toutes sortes de revendications individuelles.

## Idéologie
Le Front de Libération nationale de la Provence lutte pour la préservation de la culture et de la nature provençales. En cela, il agit, notamment de manière illégale, contre les nouvelles constructions, qui viennent enlaidir les villes et détruire nature et campagnes, la destruction des bâtiments anciens, l'exode rural, l'agriculture intensive, le tourisme de masse, l'insécurité, l'américanisation des mœurs et la domination française sur la Provence.  
Un unique tract de revendication a été retrouvé sur le lieu d'une action, à Draguignan. Le site occitaniste Sheisau Sorelh, cité précédemment, confirme lui aussi cette analyse d'une lutte principalement anti-pression immobilière, préoccupation grandissante des classes populaires locales. La revendication provençaliste, sur une ligne totalement non-violente cette fois, a néanmoins connu depuis cette époque un certain regain et une montée en puissance, avec l'apparition par exemple du petit parti Prouvènço Nacioun ("Provence Nation", sur le modèle de Corsica Nazione), qui sur le plan politique dit souhaiter s'associer au niveau européen, dans une "fédération des partis autonomistes en France et en Europe", avec le Parti breton, l'EAJ-PNV (Pays basque), le PDeCat de Carles Puigdemont (Catalogne) ou encore le parti autonomiste corse Pudemu, soit des forces plutôt traditionnellement classées au centre ou au centre-droit de l'échiquier politique.